# Ядвіга Баранська
Ядвіга Бараньска (пол. Jadwiga Barańska; *21 жовтня 1935 — 24 жовтня 2024) — польська акторка театру і кіно, співачка, сценаристка.
Дружина польського режисера Єжи Антчака.

## Фільмографія
- 1975: Ночі і дні / Noce i dnie — Барбара Нєхциць
- 1976: Прокажена / Trędowata